# BMW M6

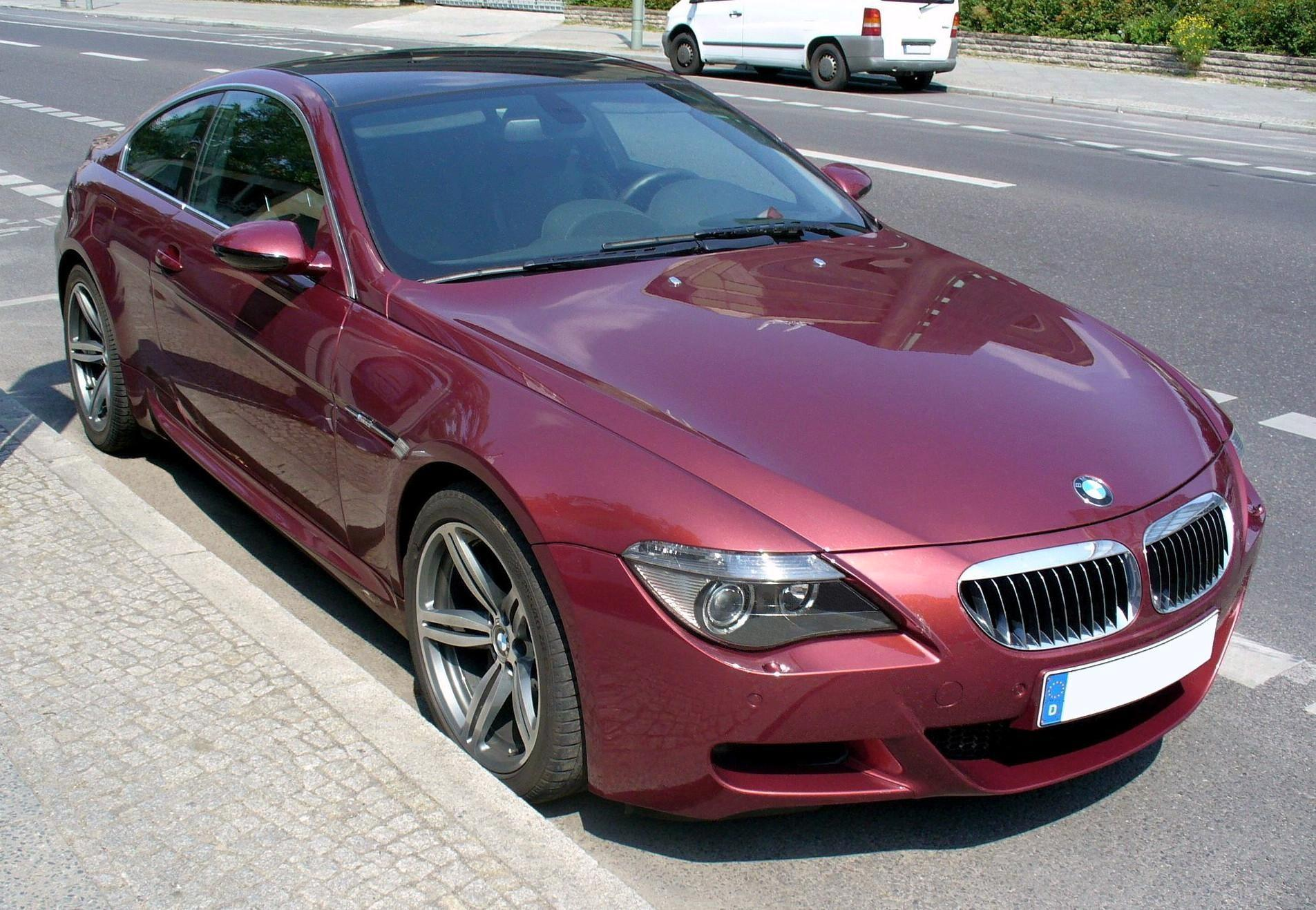
BMW M6 Coupé

BMW M6 är den snabbaste versionen av 6-serien som erbjuds av BMW, det finns dock trimfirmor, exempelvis Alpina, som erbjuder snabbare versioner.
BMW M6 har en maxeffekt på 507 hk vid 8250 RPM, och har samma V10- motor som sitter i BMW M5 E60. 0-100 går på 4,6 sekunder och toppfarten är 250 km/h med elektronisk fartspärr. Utan spärr gör bilen ca 330 km/h. Priset för en BMW M6 är 1.049.000 SEK. 

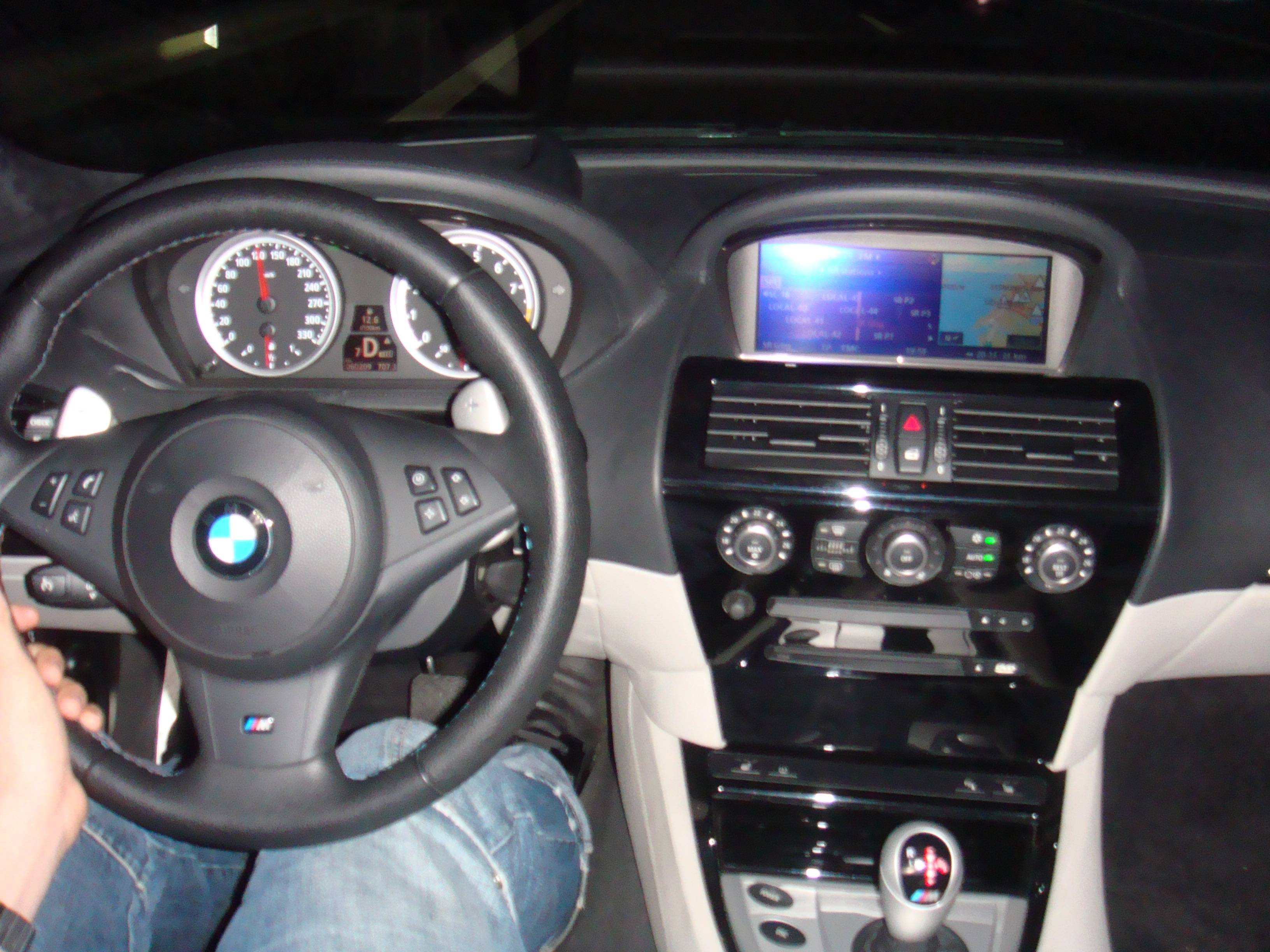
Interiören på en BMW M6

## BMW M635CSi

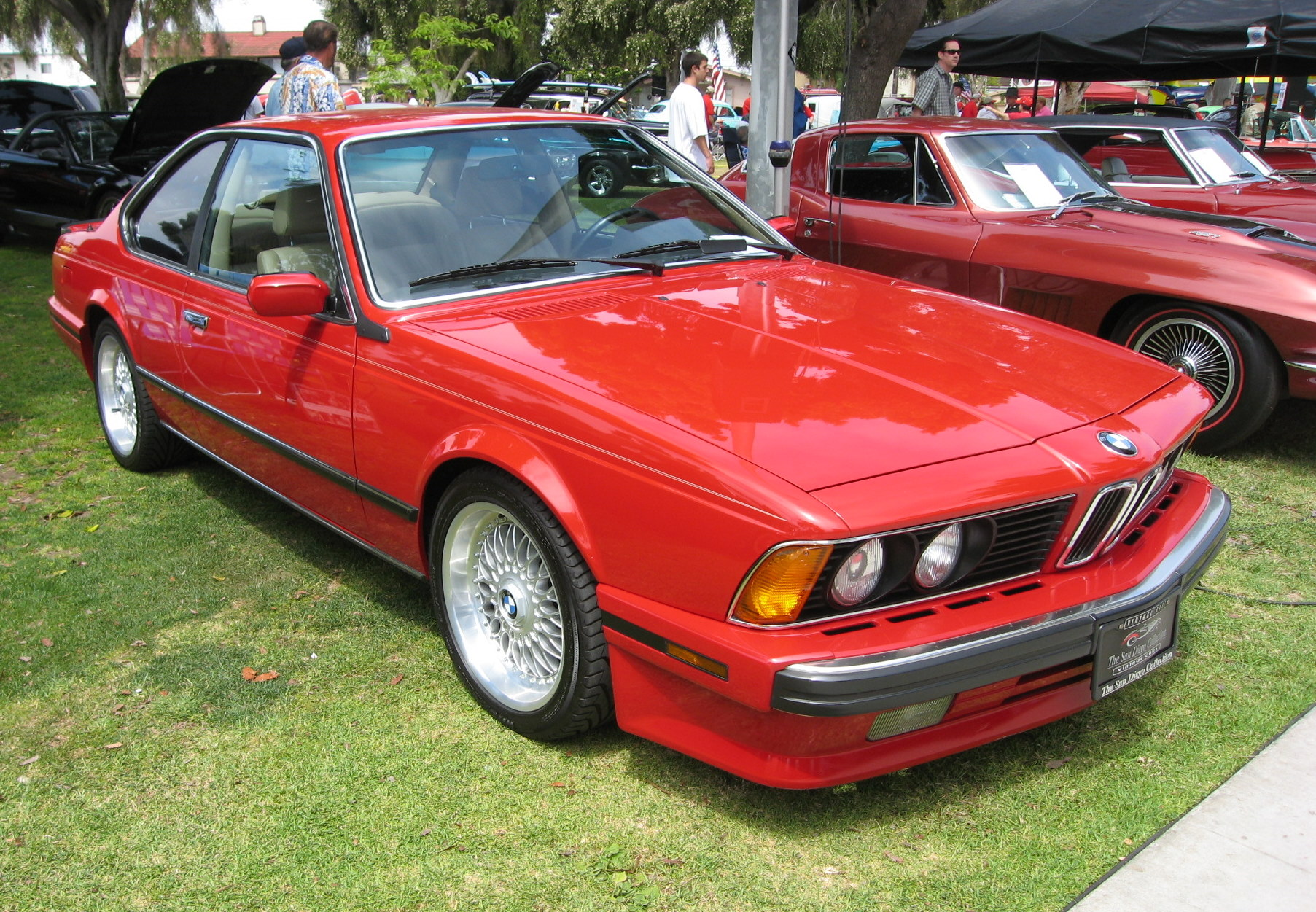
BMW M6 från 1986.

BMW M635CSi hade en 3,5 liters rak 6:a som härstammar från M1:ans motor. Fast i M635CSi hade motorn 286 hk istället för M1:ans 277 hk.